# برزة بنت مسعود
برزة بنت مسعود بن عمرو بن عمير الثقفية صحابية من ثقيف أسلمت يوم فتح مكة في السنة الثامنة، وزوجها ابن عمتها الصحابي صفوان بن أمية الجمحي وهي أم ابنائه: عبد الله الأكبر بن صفوان الذي كان من سادة مكة ومن كبار أنصار الخليفة عبد الله بن الزبير، وهشام الأكبر بن صفوان، وأمية بن صفوان، وأم حبيب بنت صفوان. قال ابن سعد البغدادي: «برزة بنت مسعود بن عمرو بن عمير الثقفي، وأمها أمة بنت خلف بن وهب بن حُذافة الجُمحَية، تزوجها صفوان بن أمية بن خلف الجمحي فولدت له عبد الله الأكبر وهو الطويل قُتِل مع عبد الله بن الزبير يوم قُتِل، وولدت أيضاً لصفوان هشاماً الأكبر، وأمية، وأم حبيب، ويقال أنها أسلمت وبايعت رسول الله صلى الله عليه وسلم في حجة الوداع».